# Odd Future
Odd Future Wolf Gang Kill Them All (frecuentemente abreviado como OFWGKTA y más conocido como Odd Future) fue un grupo de hip-hop alternativo formado en Los Ángeles en el año 2007.

## 2010: Aumento de Popularidad
Entre 2009 y 2010, llegaron al grupo nuevos talentos como Domo Génesis (Domonique Cole), Earl Sweatshirt (Thebe Kgositsile), Mike G (Michael Griffin II). 
En 2010, Earl Sweatshirt sacó su primer mixtape llamado Earl, pero poco después, este fue mandado a un centro en Samoa ya que su madre, al escuchar el mixtape, tuvo el presentimiento de que su hijo andaba metido en problemas y cosas extrañas. 
Este mismo año, el grupo hizo sus primeros conciertos fuera de Los Ángeles, primero en Londres el 5 de noviembre, y otro en Nueva York el 8 del mismo mes.

## 2010-2015: Álbumes en Solo y Serie de Televisión
MellowHype, grupo formado por Hodgy Beats y Left Brain, cuenta ya con dos álbumes en el mercado, BlackenedWhite y Numbers.
Tyler, the Creator firmó con XL Récords con un contrato de un álbum, el cual es Goblin, todo un álbum de culto y un éxito del artista. En 2013, lanzó el esperado WOLF, con mucho éxito entre los fanes y bien recibido por la crítica.
En abril del 2011, el grupo comenzó con una gira llamada Golf Wang Tour 2011 con 27 paradas, incluyendo en San Diego (California), en el House of Blues.
Ese mismo año lanzaron una serie de televisión llamada Loiter Squad.

## 2015: Separación
En mayo del 2015, Tyler the Creator publicó en Twitter que el grupo había llegado a su fin. Ese mismo día, Earl Sweatshirt publicó un par de mensajes en la misma plataforma en los cuales confirmaba el rumor de que el colectivo terminaba.

## Miembros
- Tyler, The Creator - rapero, director, productor y actor.
- Frank Ocean - Cantante, rapero y productor.
- Earl Sweatshirt - rapero y productor.
- Hodgy Beats - rapero y productor.
- Domo Génesis - rapero.
- Left Brain - productor y rapero.
- Mike G - rapero, chopped & screwed mix.
- Syd - DJ, mixer, cantante y productora.
- Matt Martians - mixer, productor y cantante.
- Taco Bennett - rapero, actor y DJ.
- Jasper Dolphin - rapero y actor.

## Subunidades
- MellowHype: Hodgy Beats y Left Brain.
- The Internet: Syd tha Kyd y Matt Martians.
- MellowHigh: Hodgy Beats, Left Brain y Domo Génesis.
- EarlWolf: Tyler, The Creator y Earl Sweatshirt.